# Anton Philipp Ganzoni
Anton Philipp Ganzoni (* 2. September 1800 in Triest; † 27. Juli 1881 in Celerina/Schlarigna, reformiert, heimatberechtigt in Schlarigna) war ein Schweizer Politiker (liberal/radikal).

## Leben

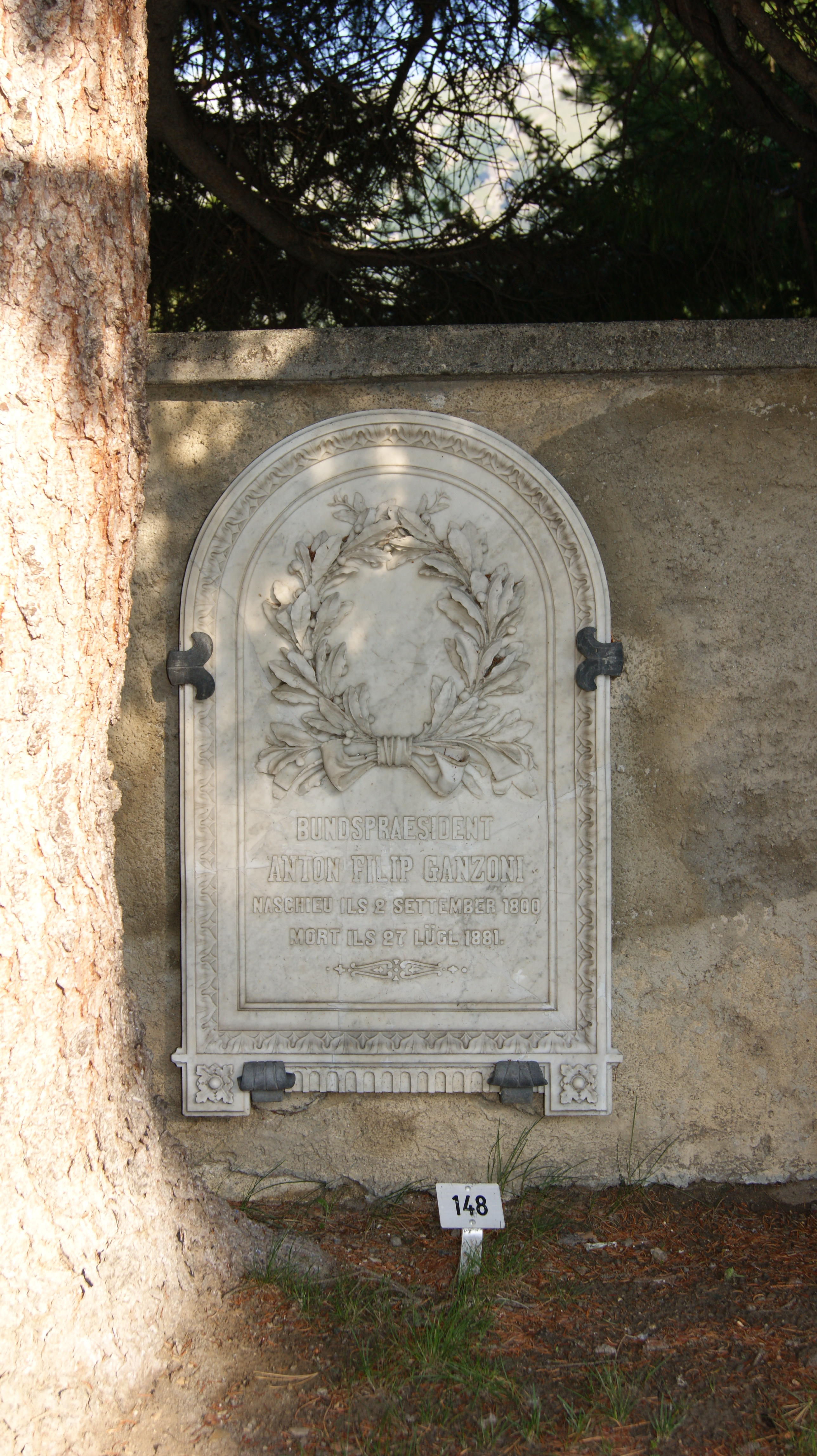
Grab auf dem Friedhof der Kirche San Gian

Anton Philipp Ganzoni kam am 2. September 1800 in Triest als Sohn des Kaufmanns Anton A. Ganzoni und der Mengia geborene Griot zur Welt. Ganzoni absolvierte ein Studium der Rechte in Berlin, bei Friedrich Karl von Savigny, Göttingen und Paris. In der Folge war Ganzoni als Anwalt in Celerina tätig.
Anton Philipp Ganzoni war mit Catherina geborene Curtin verheiratet. Er verstarb am 27. Juli 1881 im 81. Lebensjahr in Celerina/Schlarigna. Sein Grab ist auf dem Friedhof der Kirche San Gian in Celerina/Schlarigna.

## Politischer Werdegang
Die politische Karriere Anton Philipp Ganzonis, des Vertreters der liberal-radikalen Richtung, begann 1834 mit seiner Wahl in den Bündner Grossrat, in dem er anschliessend wiederholt bis 1861 vertreten war, davon 1844 und 1847 auch als Präsident. Ebenfalls 1834 war er als Tagsatzungsgesandter seines Kantons eingesetzt. Danach sass er in den Jahren 1836, 1842, 1844 sowie 1847 im Kleinen Rat. Zusätzlich amtierte Ganzoni als Gemeindepräsident von Celerina sowie als Landammann des Oberengadins. Darüber hinaus nahm er für den Kanton von 1848 bis 1852 Einsitz in den Ständerat.
Daneben wirkte Ganzoni von 1834 bis 1854 im kantonalen Appellationsgericht, ehe er bis 1863 das Amt des Kantonsrichters ausübte. Zudem gehörte er zwischen 1839 und 1848 mit Unterbrechungen der Standeskommission an.
Anton Philipp Ganzoni genoss vor allem als Richter und Vermittler grosses Ansehen.